# Alamosa (Colorado)
Alamosa é uma cidade localizada no estado americano do Colorado, no Condado de Alamosa.

## Demografia
Segundo o censo americano de 2000, a sua população era de 7960 habitantes.
Em 2006, foi estimada uma população de 8679, um aumento de 719 (9.0%).

## Geografia
De acordo com o United States Census Bureau tem uma área de
10,3 km², dos quais 10,3 km² cobertos por terra e 0,0 km² cobertos por água.

## Localidades na vizinhança
O diagrama seguinte representa as localidades num raio de 40 km ao redor de Alamosa.